# The Cabin in the Woods
The Cabin in the Woods ist ein US-amerikanischer Horrorfilm aus dem Jahr 2012 mit parodistischen Elementen. Regie führte Drew Goddard. Das Drehbuch schrieben er und Joss Whedon, der auch als Produzent fungierte. Der deutsche Kinostart fand am 6. September 2012 statt, der österreichische einen Tag später.
Da der Film offen mit Konventionen des Genres, wie dem jungfräulichen Final Girl Dana Polk (Kristen Connolly), spielt und dem Zuschauer neben der Haupthandlung eine zweite Handlungsebene anbietet, wird er von einem Teil der Kritiker als Horrorkomödie oder bewusster Genre-Mix eingestuft.

## Handlung
Fünf junge Leute, die schüchterne Dana, Jules und ihr Freund Curt, Holden und der stets kiffende Marty, wollen in einer einsamen Hütte Urlaub machen. Ohne ihr Wissen wurden aber sowohl die Vorbereitungen der Reise von einer geheimen Organisation bzw. Behörde akribisch geplant als auch das Verhalten der Studenten auf geschickte Art und Weise beeinflusst. Von Mitarbeitern der Organisation werden sie rund um die Uhr mit im Haus versteckten Kameras beobachtet und durch verborgene Mechanismen wie Gas- und Hormondüsen manipuliert, während die Angestellten der rätselhaften Behörde versuchen, ihre offensichtliche Anspannung mit Humor und Geschmacklosigkeiten zu überdecken.
So finden die Protagonisten den Keller, der mit seltsamen antiken Dingen angefüllt ist. Das Vorlesen aus einem Tagebuch führt schließlich dazu, dass die Organisation eine Zombiefamilie freilässt, die sich auf den Weg macht, die Jugendlichen zu töten. Jules wird der Kopf abgetrennt und Marty (scheinbar) getötet. Die drei Verbliebenen flüchten im Wohnmobil. Als sie den Tunnel passieren wollen, der der einzige Zugang zu dem Gebiet um die Hütte ist, stürzt dieser durch eine von der Organisation in letzter Sekunde ausgelöste Sprengung ein. Als Curt versucht, mit dem Motorrad über einen Graben zu springen und Hilfe zu holen, zerschellt er an einem unsichtbaren Kraftfeld. Dana und Holden erkennen, dass sie gefangen sind, und kehren mit dem Wohnmobil zum Haus zurück. Dabei wird Holden von einem Zombie getötet. Der Camper stürzt ins Wasser und Dana kann sich ans Ufer retten.
In der Zentrale der Organisation wird in diesem Moment das durch die Tötungen ausgeführte Ritual für beendet erklärt, da alle bis auf Dana ermordet wurden bzw. umgekommen sind; da Danas Tod für den Erfolg ihres Vorhabens nicht notwendig zu sein scheint, beginnt man zu feiern. Doch Marty, der überraschend überlebte, taucht plötzlich auf und rettet Dana vor einem weiteren Zombieangriff und flüchtet mit ihr über einen geheimen Zugang, den er entdeckt hat, in die unterirdische Zentrale der Organisation. Dort treffen sie auf eine Vielzahl unterschiedlicher Horrorwesen, die von der Organisation gefangen gehalten werden. Bei den Mitarbeitern bricht Panik aus, da das sogenannte Ritual, das jährlich abgehalten wird und dazu dient, mächtige Kreaturen unter der Erde zu besänftigen, überall sonst gescheitert ist und nun alles von ihnen abhängt. Das Ritual sieht vor, dass zuerst die „Hure“ sterben und die „Jungfrau“ (Dana) als Letzte übrig bleiben muss. Dabei ist egal, ob sie dann stirbt oder lebendig bleibt.
Als bewaffnete Männer ausrücken, um Marty und Dana zu töten, befreien diese, in die Enge getrieben, die Horrorgeschöpfe, die nun durch die Gänge der Zentrale ziehen und wahllos Menschen töten. Marty und Dana können im Chaos bis in die unterste Etage vordringen, wo sie auf die Anführerin der Organisation treffen. Von ihr erfahren sie die Wahrheit über die Hütte im Wald und das gesamte Vorhaben. In der Erde leben demnach die grauenvollen „uralten Götter“, die durch die ritualisierte Tötung von vier bis fünf Menschen besänftigt werden müssen, damit die Menschheit weiterbestehen kann. Die Anführerin versucht, Dana zu überreden, Marty zu töten, um das Ritual vor Sonnenaufgang abzuschließen. Dana ist kurz davor, ihr zu gehorchen. Da entbrennt ein Kampf, in dem Dana von einem Werwolf schwer verwundet und die Anführerin von einem Mitglied der Zombiefamilie getötet wird.
In dem Wissen, dass das Ritual nicht abgeschlossen ist, erwarten Dana und Marty danach das bevorstehende Erwachen der Götter, nachdem sie entschieden haben, dass die Menschheit es unter diesen Umständen verdient habe, ausgelöscht zu werden. Dann stürzen der unterirdische Tempelraum und die Hütte ein und eine riesige Hand greift aus der Tiefe empor und senkt sich in Richtung der Kamera.

## Produktion
Der Film wurde von März bis Mai 2009 im kanadischen Vancouver gefilmt. Joss Whedon war Co-Autor des Skripts gemeinsam mit Cloverfield-Drehbuchautor Drew Goddard, der zusätzlich mit The Cabin in the Woods sein Regiedebüt gab. Goddard hatte bereits bei den Fernsehserien Buffy und Angel mit Whedon zusammengearbeitet.
Whedon beschrieb den Film als einen Versuch, das Horror-Genre wiederaufblühen zu lassen. Er bezeichnete den Film als einen loving hate letter für das Genre.

“On another level it’s a serious critique of what we love and what we don’t about horror movies. I love being scared. I love that mixture of thrill, of horror, that objectification/identification thing of wanting definitely for the people to be alright but at the same time hoping they’ll go somewhere dark and face something awful. The things that I don’t like are kids acting like idiots, the devolution of the horror movie into torture porn and into a long series of sadistic comeuppances. Drew and I both felt that the pendulum had swung a little too far in that direction.”

„Auf einer anderen Ebene ist es eine ernsthafte Kritik daran, was wir an Horrorfilmen lieben und was nicht. Ich liebe es, Angst zu haben. Ich liebe diesen Mix aus Nervenkitzel und Horror, diese Objektifizierungs-/Identifikationssache, bei der man eindeutig will, dass es den Leuten gut geht, aber gleichzeitig hofft, dass sie an einen dunklen Ort gehen und etwas Entsetzlichem begegnen. Was ich nicht mag, sind Jugendliche, die sich wie Idioten verhalten, die Entartung des Horrorfilms hin zum Torture Porn und zu einer langen Serie wohlverdienter sadistischer Bestrafungen. Drew und ich fanden beide, dass das Pendel etwas zu sehr in diese Richtung ausgeschlagen hat.“

## Synchronisation
Die deutsche Synchronisation entstand nach einem Dialogbuch von Hannes Maurer und unter der Dialogregie von Manuel Straube im Auftrag der Scalamedia, Berlin.
| Schauspieler     | Rollenname   | Synchronsprecher       |
| ---------------- | ------------ | ---------------------- |
| Kristen Connolly | Dana Polk    | Sonja Spuhl            |
| Chris Hemsworth  | Curt         | Tommy Morgenstern      |
| Anna Hutchison   | Jules Louden | Esra Vural             |
| Fran Kranz       | Marty        | Jesco Wirthgen         |
| Jesse Williams   | Holden       | Sascha Rotermund       |
| Richard Jenkins  | Sitterson    | Frank-Otto Schenk      |
| Bradley Whitford | Hadley       | Hans-Jürgen Dittberner |
| Brian White      | Truman       | Julien Haggége         |
| Amy Acker        | Lin          | Ursula Hugo            |
| Sigourney Weaver | Direktorin   | Karin Buchholz         |

## Rezeption

### Kritik
Deutsche Kritiker bewerteten The Cabin in the Woods fast durchweg positiv.
Filmstarts.de urteilte: „The Cabin in the Woods ist so anders, so intelligent und so unterhaltsam, dass ihn sich nicht nur Horrorfilm-Fans auf keinen Fall entgehen lassen sollten!“
Gamona.de schrieb: „Genug mit den Klischees. Weniger ein wackerer Horrorfilm als vielmehr ein Streifen, der die Mechanismen des Genres fein säuberlich zerlegt.“
Der Filmdienst hingegen schrieb: „Das alles macht so wenig Sinn wie die Drehbücher, deren hanebüchene Vorlagen fürs schauträchtige Gemetzel hier angeblich aufs Korn genommen werden. Wenn man mit den Sehgewohnheiten der Zuschauer spielt, sollte wenigstens die innere Logik des Films gewahrt bleiben. Was bei „Scream“ gelingt, scheitert hier komplett. Goddard und Whedon wollen zu viel: einen Sci-Fi-, Horror-, Monster- und Endzeitfilm, einen für Fans und Kritiker, die versteckte Filmzitate erraten, eine Reflexion übers Genre und überdies einen nicht zu komplizierten Unterhaltungsfilm mit Starpotenzial. Herausgekommen ist dabei allerdings nur ein weiterer Genrefilm, der lediglich dann Spaß macht, wenn man nicht zu genau über ihn nachdenkt.“

### Einspielergebnis
The Cabin in the Woods spielte weltweit 66 Millionen US-Dollar ein, wovon 42 Millionen US-Dollar auf den Heimmarkt fielen. In Deutschland spielte der Film knapp 2 Millionen Euro ein und erreichte damit den 114. Rang im Kinojahr 2012. Die Produktionskosten wurden auf etwa 30 Millionen US-Dollar geschätzt.